# Cemitério Israelita de Vilar dos Teles

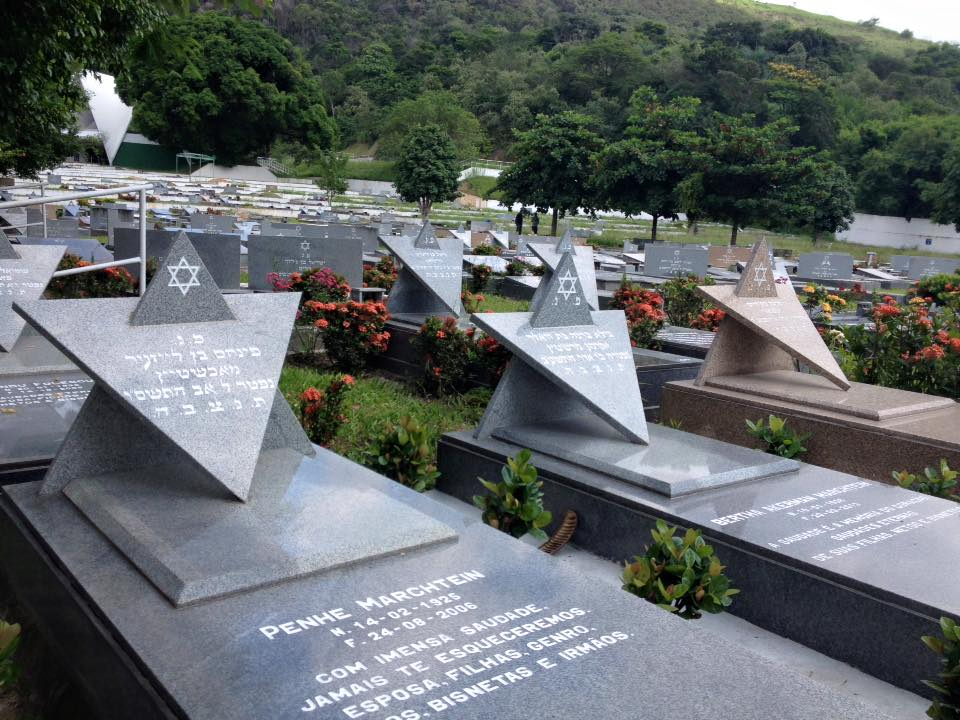
Túmulos do Cemitério Israelita de Vilar dos Teles.

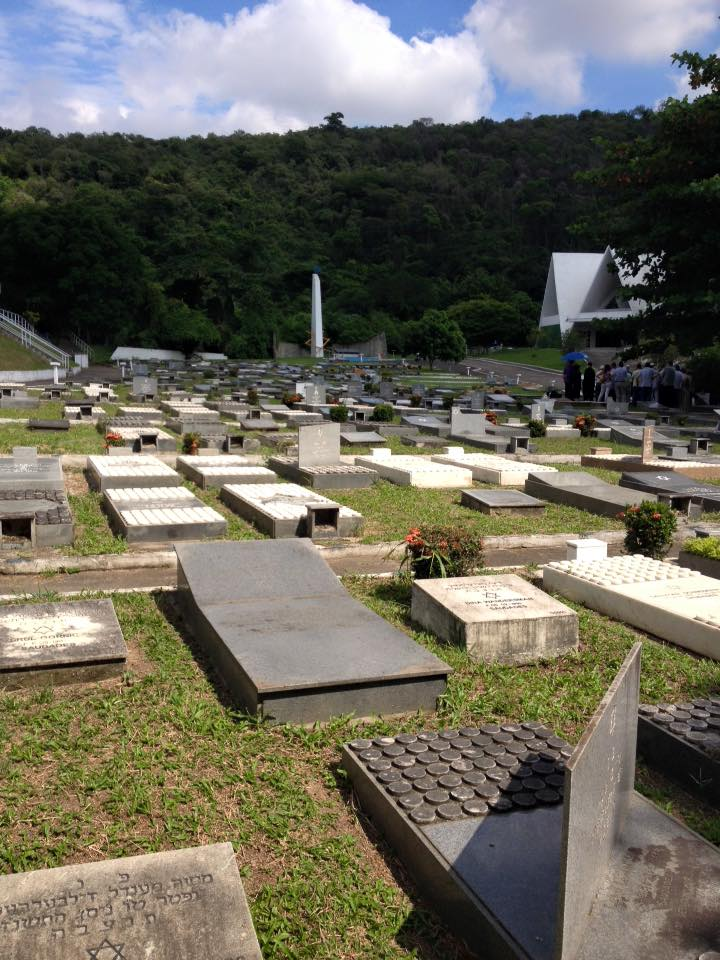
Vista geral do cemitério.

O Cemitério Israelita de Vilar dos Teles é um dos cemitérios destinados ao sepultamentos de membros da comunidade judaica do Rio de Janeiro. 
Fundado em 1986, é o mais recente dos cemitérios administrados pela Sociedade Religiosa Israelita Chevra Kadisha do Rio de Janeiro. Está localizado na Avenida Automóvel Clube, 1921 - Glaucia, Belford Roxo.

## Sepultados famosos
- Bertha Rosanova - bailarina [1]
- Elias Gleizer - ator [2]
- Ida Gomes - atriz [3]
- Jorge Cherques - ator
- Leina Krespi - atriz
- Neuza Amaral - atriz [4]
- Szachna Cynamon - engenheiro e professor
- Sílvio Redinger - cartunista (Redi) [5]